# إعلان برلين
إعلان برلين (رسميًا إعلان بمناسبة الذكرى الخمسين لتوقيع معاهدة روما) هو نص غير ملزم للاتحاد الأوروبي تم توقيعه في 25 مارس 2007 في برلين (ألمانيا) وذلك احتفالًا بالذكرى الخمسين لتوقيع معاهدة روما التي أسست المجموعة الاقتصادية الأوروبية التي كانت سلف الاتحاد الأوروبي الحديث.
وكان هذا الإعلان أحد أفكار الرئاسة الألمانية لمجلس الاتحاد الأوروبي خلال النصف الأول من عام 2007. وقد صُمم الإعلان بهدف توفير زخم متجدد لعملية إصلاح الاتحاد الأوروبي وذلك بعد فشل محاولة المصادقة على الدستور الأوروبي، وكان الهدف من الإعلان هو إيجاد أساس مشترك ومتجدد في الوقت المناسب تحضيراً لانتخابات البرلمان الأوروبي في عام 2009. تابعت الرئاسة الألمانية هذه القضية وذلك من خلال التوسط في التوصل إلى توافق في الآراء بشأن ما أصبح يعرف فيما بعد بمعاهدة لشبونة.

## الموقعون
تم تقديم الإعلان بـ "نحن مواطنو الاتحاد الأوروبي"، وتم توقيعه من قبل رؤساء المؤسسات السياسية الرئيسية الثلاث وهم:
- هانز جيرت بوترينج رئيس البرلمان الأوروبي.
- أنجيلا ميركل رئيس مجلس الاتحاد الأوروبي ( ورئيس المجلس الأوروبي).
- دوراو باروسو رئيس المفوضية الأوروبية.

وكان من المقرر أساساً أن يوقع عليها زعماء جميع الدول الأعضاء في الاتحاد الأوروبي، إلا أن الحصول على وثيقة مقبولة من جميع الأعضاء أثبت أنه أمر صعب، وبالتالي فقد تُرك الأمر لرؤساء المؤسسات الثلاثة ــ على الرغم من أن هذا الأمر واجه بعض الانتقادات.

## مشاكل

### المسيحية
تعرض الإعلان للانتقاد من البابا بندكت السادس عشر لعدم ذكر المسيحية في الإعلان. وكانت بولندا قد هددت في البداية باستخدام حق النقض بسبب هذا الإغفال، ولكنها تراجعت من أجل التوصل إلى اتفاق. كما اعترضت العديد من المنظمات العلمانية على إدراج الدين في المقترح وردت على ذلك من خللال إصدار إعلانها الخاص الذي أطلق عليه "رؤية لأوروبا".

### الترجمة
تضمن النسخة الألمانية من الإعلان (اللغة التي تمت صياغة الإعلان بها)، عبارة «نحن، مواطني الاتحاد الأوروبي، متحدون من أجل الأفضل» على النحو التالي: «Wir Bürgerinnen und Bürger der Europäischen Union sind zu unserem Glück vereint». وهو في الواقع أقرب إلى عبارة "نحن، مواطني الاتحاد الأوروبي، متحدون في ثروتنا/سعادتنا". وقد اعتبر هذا بمثابة ترجمة سياسية خاطئة متعمدة.

## أنظر أيضاً
- معاهدات الاتحاد الأوروبي
- معاهدة تأسيس دستور لأوروبا
- معاهدة لشبونة